# John Fowler (ingegnere civile)
John Fowler (Sheffield, 15 luglio 1817 – Bournemouth, 20 novembre 1898) è stato un ingegnere inglese.

## Storia
Negli anni 1850 e 1860, Sir John Fowler fu ingegnere presso la Metropolitan Railway di Londra, la prima ferrovia sotterranea al mondo destinata al trasporto di passeggeri. Fu il più giovane presidente dell'Institution of Civil Engineers, carica che ricoprì tra il 1865 e il 1867. Negli anni 1880, Fowler fu ingegnere capo del Forth Bridge, che fu inaugurato nel 1890.